# El Borró
El Borró és una masia situada al municipi d'Avinyó a la comarca catalana del Bages.